# صموئيل ألبا
صموئيل ألبا (بالإنجليزية: Samuel Alba)‏ هو محامي وقاضي أمريكي، ولد في 1947.